# Ковалёва, Ирина Игоревна
Ирина Игоревна Ковалёва (28 июня 1961 — 28 января 2007) — российский переводчик, филолог и поэтесса.

## Биография
Окончила кафедру классической филологии филологического факультета МГУ (1983), преподавала там же до конца жизни. В 1990 г. защитила кандидатскую диссертацию «Жанровая специфика речей Максима Тирского».
Опубликовала более 100 статей о древней и новой греческой литературе, в том числе о творчестве Константиноса Кавафиса, Костаса Монтиса, Мильтоса Сахтуриса, Йоргоса Сефериса; часть статей собрана в книге «В мастерской Кавафиса и другие очерки поэтики греческого модернизма» (2006). Выступала и со статьями о русской поэзии, в том числе о Мандельштаме, Бродском, Ольге Седаковой.
Переводила с новогреческого стихи Сефериса, Сахтуриса, Одисеаса Элитиса, Георгиса Павлопулоса, Михалиса Пиериса, Димитриса Яламаса и др.
Опубликовала книги стихов «В прошедшем времени» и «Кукольный ящик» (обе 2002), «Юбилейный гимн» (2003), «Отпечаток» (2007), сборник избранных переводов «Мои поэты» (2006). Стихи собраны в книге «Стихотворения 1977—2007», изданной посмертно (М.: Русский Гулливер; Центр современной литературы, 2011).
Умерла 28 января 2007 году. Отпевание прошло 31 января в Храме Петра и Павла у Яузских ворот. Похоронена на Хованском кладбище.